# São José do Xingu
São José do Xingu là một đô thị thuộc bang Mato Grosso, Brasil. Đô thị này có diện tích 7463,654 km², dân số năm 2007 là 4198 người, mật độ 0,56 người/km².